# Skierniewice
Skierniewice es una localidad del voivodato de Łódź (Polonia). Entre 1975 y 1998 fue la capital del antiguo voivodato de Skierniewice y, desde el 1 de enero de 1999 con la reforma del gobierno local de Polonia aprobada el año anterior, del distrito (powiat) homónimo, aunque no se encuentra dentro de su superficie. Por sí misma, además, es un distrito. En 2011, según la Oficina Central de Estadística polaca, la localidad tenía una superficie de 32,89 km² y una población de 49 044 habitantes.